# 다도 (일본)

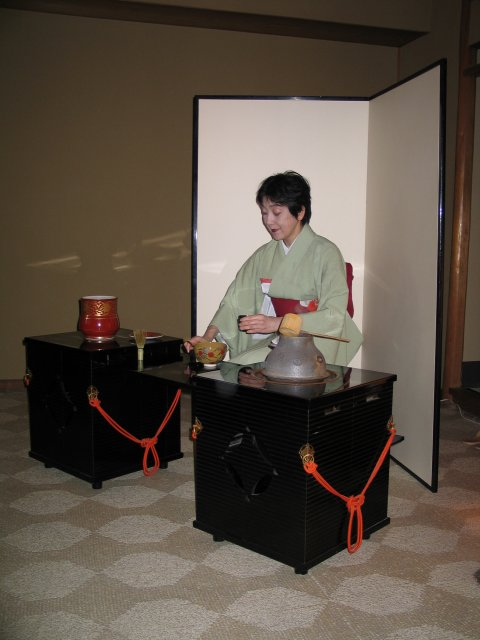
기모노를 입은 여성이 차를 준비하는 모습

다도(일본어: 茶道, さどう/ちゃどう)는 일본의 전통 차 의식을 말한다. 다도를 차 의식을 포괄하는 의미로 사용하지만 대개는 일본의 차 의식을 지칭한다.
중국에서 전해진 차 문화를 일본인들이 다도라는 예술로서 승화케 했다.:124 일본의 다도는 16세기 후반 센노 리큐(일본어: 千利休)에 의해 완성되었다.:124 다도의 예법에는 사무라이의 예법이나 노의 영향이 나타나는데 이것은 일본의 전통에 기초한 예의 작법에 강한 영향을 미쳤다.:124 현대 일본에서는 신부 수업의 한 과정으로서 다도가 행해진다.:125
원래는 사노유（茶湯、茶の湯）라고 불렀다. 센노 리큐는 '수요도(数寄道)', 후루타 시게나리는 '茶湯'이라고 불렀으나 고보리 마사카즈는 '茶の道(다도)'라고 부르면서 '道'라는 한자가 쓰이기 시작했고, 에도(江戸)시대(17세기)에는 '다도'(茶道)라는 명칭이 사용되기 시작했다. 오모테센가나 센가 이외의 많은 유파에서는 '사도(茶道)', 우라센가(裏千家)에서는 '차도(茶道)'로 읽는다. 다도의 영어 번역으로는 tea ceremony 외에 다도의 오모테센케와 우라센케에서는 각각 the way of tea, chanoyu를 사용하고 있다. 오카쿠라 덴신은 영문 저서 The Book of Tea에서 Teaism과 tea ceremony라는 용어를 구분하여 사용하고 있다.
다도는 주인과 손님의 일체감을 중시하며, 찻잔으로 시작되는  다완, 다도구, 다실의 족자 등은 개별적인 미술품인 동시에 전체를 구성하는 요소로서 하나의 종합 예술로 여겨진다.
현재 일반적으로 다도라고 하면 말차를 사용하는 다도를 말하지만, 에도시대에 성립된 센차를 사용하는 센차도도 포함된다.

## 순서
| 대기 | 대기 → 손 씻기                                                                                                   |
| 초좌 | 입실 → 도코노마, 가마 감상 → 숯불 감상 → 가이세키 요리 먹기 → 오모가시 먹기                                      |
| 휴식 | 퇴실 → 휴식 → 손 씻기                                                                                            |
| 후좌 | 입실 → 도코노마, 가마 감상 → 고이차 마시기 → 다도구 감상 → 숯불 감상 → 히가시 먹기 → 우스차 마시기 → 다도구 감상 |

대기

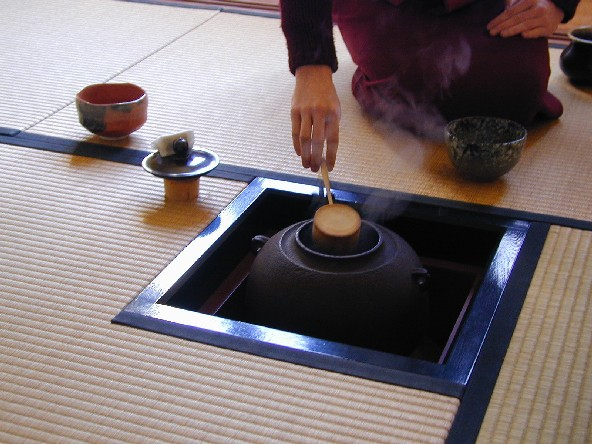
화덕인 로와 물을 끓이는 솥인 가마

- 다회에 초대된 손님들은 실내에 마련된 거실에서 대기한다. 주인의 보조가 나와 손님을 호명하여 출석을 확인한다.
- 손님은 정객, 차객, 삼객, 말객순으로 역할을 정한다.
- 대기실에서 나와 로지(露地)를 따라 들어가 대기 장소에 미리 정한 순서대로 앉는다.
- 주인이 나오면 손님들은 주인에게 인사한다.
- 주인이 다실로 들어가면 손님들은 순서대로 쓰쿠바이에서 손과 입을 씻는다.

초좌
- 손을 씻고 순서대로 다실에 들어간다.
- 다실에 들어간 후 도코노마에 가서 절하고 장식된 꽃과 족자를 감상한다.
- 도코노마를 감상한 후 로(炉)로 가 가마(釜)를 감상한다.
- 말객까지 모두 들어오면 손님들은 정해진 자리에 앉는다.
- 주인이 로에 숯불을 피우면 로로 와 손님들은 숯불을 감상한다.
- 손님들은 주인이 내온 가이세키 요리를 먹는다.
- 가이세키 요리를 먹은 후 오모가시 과자를 먹는다.

휴식
- 과자를 먹은 후 손님은 로지로 다시 나가 대기 장소에 앉는다.
- 주인은 손님들이 나간 사이에 도코노마의 족자를 내리고 그 자리에 꽃을 장식한다.
- 주인은 차를 낼 준비를 마치고 징을 쳐 손님들에게 준비가 끝났다고 알린다.
- 손님들은 징이 울리면 쭈그리고 앉아 징 소리를 듣는다.
- 손님들은 쓰쿠바이에 가서 손과 입을 씻는다.

후좌
- 손님들은 다실에 들어가 도코노마를 감상한다.
- 도코노마를 감상한 후 가마와 하나이레(花入れ), 미즈사시(水差)를 감상한다.
- 손님은 주인이 만든 고이차를 순서대로 나눠서 마신다.
- 고이차를 말객까지 마시고 찻잔과 다도구를 순서대로 감상한다.
- 주인이 다시 숯불을 지피면 손님들은 로로 와 숯불을 감상한다.
- 손님은 주인이 내온 히가시를 먹는다.
- 주인은 우스차를 만든다. 우스차는 손님의 순서대로 한 잔씩 준다.
- 우스차를 마신 후 찻잔을 감상하면서 차 맛을 화제로 주인과 대화한다.
- 찻잔을 감상한 후 다도구를 감상하면서 다도구를 화제로 주인과 대화한다.
- 주인이 손님의 순서대로 인사하고 들어가면 손님은 순서대로 퇴실한다.

## 같이 보기
- 차 (식사)
- 커피 의식
- 효게모노
- 선종
- 와비 사비
- 일본 정원
- 가이세키
- 이케바나
- 무궁화
- 센노리큐
- 후루타 오리베
- 고보리 엔슈